# Juan de Bustamante
Pour les articles homonymes, voir Bustamante.
Compléments
Le père Bustamante introduisit l'imprimerie moderne en Inde
Juan de Bustamante (qui changea son nom en João Rodrigues), né vers 1536 à Valenzuela (province de Cordoue) en Espagne et décédé le 23 aout 1588 à Goa (Inde), était un prêtre jésuite espagnol, missionnaire en Inde. Il est connu comme étant le ‘premier imprimeur’ de l’Inde. 

## Biographie
Né vers 1536 à Valenzuela, près de Cordoba en Espagne, le jeune Juan entre au noviciat des Jésuites de Coimbra (Portugal) en juillet 1555. En 1556 Bustamente quitte le Portugal pour l’Inde portugaise. En fait il accompagne la première imprimerie destinée à la mission jésuite d'Éthiopie. Comme tout voyage de Goa vers l’Afrique est impossible l’imprimerie reste à Goa et est installée au collège Saint-Paul.  
Dès 1556 Bustamante imprime ‘Conclusões e outras coisas’ (Des thèses et autres choses) qui est le premier pamphlet sortant des presses de cette toute nouvelle ‘machine’, la première imprimerie en Inde. Un livret plus important, la Doutrina Christam de saint François Xavier (un catéchisme) est imprimé en 1557.  Bustamante est alors connu comme ‘Jean l’imprimeur’ et est peut-être encore ‘frère jésuite’ à cette époque. Il étudie le latin cependant et est ordonné prêtre, à Goa, en 1564. Depuis 1562 il adopte un nom portugais et se fait appeler ‘João Rodrigues'.
Bustamante est connu pour avoir également imprimé le Confecionarios (1557) et, en 1560, le ‘Tratado contra os erros scismaticos dos Abexins’  de Gonçalo Rodrigues, un ‘Tract contre les erreurs schismatiques des Abyssiniens’. Une traduction en konkani du catéchisme de saint François Xavier est également imprimée entre 1556 et 1561, premier texte imprimé en langue konkani.  
Pour le reste il est connu que Bustamante exerça son ministère sacerdotal à Goa (1564) puis à Bassein (1571) Daman (1574) Chorão (1575) et de nouveau à Goa à partir de 1576.  Il passa également deux ans sur la côte des pêcheurs (1583-1584).  En 1587 Bustamante forme à la technique typographique le frère jésuite italien Jean-Baptiste Pesce (1560-1626)  qui, en route pour la mission du Japon, passe quelques mois d’apprentissage typographique à Goa. Ce dernier est chargé d’introduire l’imprimerie moderne au Japon (1590).  
Le père Juan de Bustamante (‘João Rodrigues') meurt au collège Saint-Paul de Goa le 23 aout 1588.   